# Andy Scharmin
Andy Scharmin (Paramaribo, 29 november 1967 – bij Zanderij, 7 juni 1989) was een Nederlands voetballer. Na twee seizoenen voor FC Twente te zijn uitgekomen, kwam hij op 21-jarige leeftijd om het leven bij de SLM-vliegtuigramp in Suriname.
Scharmin was de zoon van een Duitse vader en een Surinaamse moeder. Hij groeide op in Haaksbergen en kwam in zijn jeugd uit voor amateurvereniging VV Haaksbergen. De getalenteerde jongeling maakte de overstap naar de jeugd van FC Twente en debuteerde onder trainer Theo Vonk op 4 oktober 1987 met een basisplaats in een uitwedstrijd tegen Feyenoord. Scharmin was vervolgens een vaste keuze in het team van Twente. In twee seizoenen kwam hij uit in 62 officiële wedstrijden. Hij speelde aanvankelijk op het middenveld, maar zakte later een linie terug naar de positie van linksback. Hij scoorde één keer, op 10 oktober 1987 in een bekerwedstrijd tegen DOVO. Scharmin werd in 1988 geselecteerd voor Jong Oranje en schopte het tot aanvoerder van dit team.
Na afloop van het seizoen 1988/89 had Scharmin de keus om met Jong Oranje een toernooi in het Franse Toulon te spelen of met het Kleurrijk Elftal een aantal wedstrijden in Suriname af te werken. Hij koos voor het Kleurrijk Elftal, mede voor zijn moeder die al veertig jaar niet meer in haar geboorteland was geweest. De SLM-vlucht 764 met de leden van het Kleurrijk Elftal verongelukte bij de landing op het Surinaamse Johan Adolf Pengel International Airport. Scharmin, zijn moeder en tante die met hem meereisden en dertien van zijn ploeggenoten kwamen bij deze ramp om het leven.
Scharmin werd herdacht vóór de vriendschappelijke wedstrijd tegen FC Barcelona, die Twente in augustus 1989 speelde. Ter nagedachtenis reikt de gemeente Haaksbergen jaarlijks de Andy Scharmin Trofee uit aan het grootste lokale sporttalent.